# Callidora
Callidora är ett släkte av steklar som beskrevs av Förster 1869. Callidora ingår i familjen brokparasitsteklar.
Kladogram enligt Catalogue of Life och Dyntaxa:
| Callidora | \| \| Callidora albovincta \| \| \| \| \| \| Callidora analis \| \| \| \| \| \| Callidora atrognatha \| \| \| \| \| \| Callidora surata \| \| \| \| \| \| Callidora tegularis \| \| \| \| |
|           | \| \| Callidora albovincta \| \| \| \| \| \| Callidora analis \| \| \| \| \| \| Callidora atrognatha \| \| \| \| \| \| Callidora surata \| \| \| \| \| \| Callidora tegularis \| \| \| \| |
|           | Callidora albovincta |
|           | |
|           | Callidora analis |
|           | |
|           | Callidora atrognatha |
|           | |
|           | Callidora surata |
|           | |
|           | Callidora tegularis |
|           | |